# Um Show de Verão
Um Show de Verão é um filme brasileiro de 2004, do gênero romance musical, dirigido por Moacyr Góes e estrelado por Angélica e Luciano Huck. Rodado no Rio de Janeiro em outubro de 2003, foi lançado comercialmente no Brasil em 30 de janeiro de 2004. 
O filme conta com as participações de vários artistas e bandas como Jota Quest, Gabriel o Pensador, Lulu Santos, Capital Inicial, Cidade Negra, Detonautas, CPM 22, Pedro Sol,  DJ Marlboro  entre outros.
A história é vagamente baseada na trama do filme Born Yesterday, de 1950. Foi originalmente classificado maiores de 14 anos por conter insinuação sexual e cenas de nudez, causando perda de espectadores durante a sua exibição no cinema.
Durante as filmagens, Angélica e Huck começaram a namorar e, um tempo depois, se casaram.

## Sinopse
Andréa é uma operadora de telemarketing pobre e batalhadora, que tem um grande talento para a música e namora o rico Fred, embora seja hostilizada pelo círculo social dele, especialmente Jaqueline, que sempre desejou o rapaz.  
Apesar de ser apaixonado, Fred sente vergonha da origem da namorada e decide transformá-la em uma cantora de sucesso para poder apresentalá-la para a família. Porém quando ele a coloca para trabalhar com o produtor musical Marcelo, uma paixão surge e coloca em xeque o relacionamento. 

## Elenco
- Angélica como Andréa dos Santos
- Luciano Huck como Marcelo
- Thiago Fragoso como Fred
- Ingrid Guimarães como Jaqueline
- Márcia Cabrita como Lupe
- Tonico Pereira como Cisco dos Santos
- Viétia Zangrandi como Leide dos Santos
- Debby Lagranha como Laura dos Santos
- Maria Clara Gueiros como Gislurdes
- Inez Viana como Joílda
- Renata Castro Barbosa como Frângela
- Eliana Fonseca como Jacira
- André Marques como Cássio

Participações especiais
- Xandó Graça como Apolo
- Petrônio Gontijo como Isaac
- Dany Bananinha como Monique
- Malu Valle como mãe de Fred
- Isio Ghelman como pai de Fred
- Letícia Colin como irmã de Fred
- Carol Castro como Salete Keli
- José Mojica Marins como cliente do Apolo
- Sérgio Hondjakoff como amigo de Marcelo
- Marcos Mion como cabeleireiro
- Lui Mendes como DJ
- Cláudio Gabriel como pesquisador
- Otavio Mesquita como garçom
- Tony Tornado como leão de chácara
- Leon Góes como cafetão
- Íris Bustamante como vendedora
- Renata Pitanga como secretária

## Trilha sonora
1. Um Show de Verão - Angélica
2. Futuro Azul - Angélica
3. O Show Tem Que Continuar - Angélica
4. Chega de Dogma - Lulu Santos
5. Do Seu Lado - Jota Quest
6. Amor Maior - Jota Quest
7. 220 Volts - Capital Inicial
8. Quatro Vezes Você - Capital Inicial
9. Incondicionalmente - Capital Inicial
10. Podes Crer - Cidade Negra
11. Cachimbo da Paz - Gabriel o Pensador
12. Ei, Peraê! - Detonautas
13. Não Sei Viver Sem Ter Você - CPM 22
14. Sessão da Tarde - Pedro Sol
15. Deixa Disso - Felipe Dylon
16. Cabeça de Cera - Superfly
17. Imperfeito - Superfly
18. Falsidade - MC Andinho
19. Eu Quero - DJ Marlboro
20. Quando Eles Dormem - Poesia de Gaia
21. Sonhos e Planos - CPM 22

## Recepção crítica
O filme recebeu críticas extremamente negativas pela imprensa especializada. De acordo com a Folha de S.Paulo, o filme foi destacado como um "comercial declarado". Tiago Mata Machado, para a Folha de S.Paulo, afirma que o filme é um misto de comédia romântica juvenil e programa de TV juvenil (com infindável promoção de bandas musicais).
O crítico de cinema Rubens Ewald Filho, para o UOL, afirma que o filme não possui um "melhor roteiro" e que "faltam piadas, situações, melhores personagens". O crítico também criticou o excesso de números musicais no filme: "pegando o pior exemplo dos filmes da Xuxa, de vez em quando a fita é interrompida por intervalos musicais absurdos (com uma infinidade de grupos e cantores que se confundem [...])". 
Shirley Paradizo, para a IstoÉ Gente, disse que o filme é na verdade um "show de incompetência" e criticou duramente a falta de enredo e as atuações de Angélica e Luciano Huck no filme.